# Трифауцы
Трифауцы также Трифэуць (рум. Trifăuţi) — село в Сорокском районе Молдавии. Относится к сёлам, не образующим коммуну.

## География
Село расположено на высоте 52 метра над уровнем моря.

## Население
По данным переписи населения 2004 года, в селе Трифэуць проживает 1005 человек (473 мужчины, 532 женщины).
Этнический состав села:
| Национальность | Число жителей | Процентный состав |
| -------------- | ------------- | ----------------- |
| молдаване      | 994           | 98,91             |
| русские        | 5             | 0,5               |
| украинцы       | 3             | 0,3               |
| румыны         | 2             | 0,2               |
| прочие         | 1             | 0,1               |
| Всего          | 1005          | 100 %             |

## Инфраструктура
В селе расположена Трифауцкая зона отдыха.